# しらこばと運動公園
しらこばと運動公園（しらこばとうんどうこうえん）は、埼玉県越谷市にある都市公園（総合公園）である。公園は、越谷市が設置 し、指定管理者制度により公益財団法人越谷市施設管理公社が管理している。

## 主な施設
- しらこばと運動公園競技場[5]（陸上競技場）
日本陸上競技連盟第3種公認規格の競技場。全天候型のウレタン舗装ブルートラック（400m×9レーン）および天然芝（ティフトン）のフィールド（105m×68m）をもつ。また、客席は椅子席（818人分）および芝生席（約5,000人分）が設置されている。
利用時間は日中のみとなっており、夜間帯は設定されていない。
- しらこばと運動公園第2競技場（陸上競技場）
68ｍ×105ｍのサッカーコート1面（少年用の場合は2面）分の広さがあり、天然芝（ティフトン）が整備されたグラウンドである。サッカーやグラウンドゴルフなどに使用できる。
夜間用照明が設置されており、利用時間は夜間帯を含めた設定がなされている。
- しらこばと運動公園庭球場（テニスコート）
砂入り人工芝コート（オムニコート）8面をもつ。
利用時間は日中のみとなっており、夜間帯は設定されていない。
- しらこばと運動公園野球場
4月から11月まで利用可能。野球場は両翼92ｍ、中堅120ｍをもつ。利用時間は日中のみとなっており、夜間帯は設定されていない。
- しらこばと運動公園ソフトボール場
- キャンプ場
4月から11月まで利用可能。『青少年の健全育成を図ることを主たる目的』として開設されており、利用は同市在住または在学・通勤者に限られるほか、宿泊利用は一定の条件を満たす団体の利用である必要がある。また、18歳未満の利用については成人などの引率が必須となっている。

## 歴史
- かつて越谷陸軍飛行場があった。終戦とともに放棄された。滑走路だった部分は道路となっている。
- 2004年 - 8月に行われた2002 FIFAワールドカップ記念事業埼玉国際ジュニアサッカー大会2004の会場に、しらこばと競技場と第2競技場が利用された[6]。9月には「彩の国まごころ国体」の成年女子の会場として利用された[7]。

## 所在地と交通
- 所在地 : 埼玉県越谷市小曽川729番地1
- 交通 : 東武伊勢崎線越谷駅（西口）、野田線岩槻駅より朝日バス 水上公園バス停下車。